# Cachivi
Cachivi är en ort i Mexiko.   Den ligger i kommunen Senguio och delstaten Michoacán de Ocampo, i den södra delen av landet, 140 km väster om huvudstaden Mexico City. Cachivi ligger 2 174 meter över havet och antalet invånare är 581.
Terrängen runt Cachivi är kuperad österut, men västerut är den platt. Runt Cachivi är det ganska tätbefolkat, med 111 invånare per kvadratkilometer. Närmaste större samhälle är Maravatío, 13,1 km nordväst om Cachivi. I omgivningarna runt Cachivi växer huvudsakligen savannskog.